# Anton Quaglio
Anton Quaglio (* Mai 1832 in München; † 30. März 1878 in Wien) war ein deutsch-ungarischer Schriftsteller und Zeichner. 

## Leben
Quaglio stammt aus der Malerfamilie Quaglio. Seit 1857 lebte er in Wien, wo er mehrere Romane veröffentlichte, die in die Kategorie des sogenannten „Wiener Romans“ fallen. Zeitweise lebte er auch in Pressburg.
Er wurde gegen Ende seines Lebens für geisteskrank erklärt und entmündigt, er starb in der Landesirrenanstalt an einer Lungenerkrankung, möglicherweise Tuberkulose.

## Veröffentlichungen (Auswahl)
- Die Pionniere der Freiheit. Tagesgeschichtlicher Roman., 4 Bände. Fr. Karafiat, Wien/Brünn 1864–65.
- Der Kampf um das tägliche Brod. Wien/Leipzig 1865
- Des Briganten Liebe. Original-Novelle. Fr. Karafiat, Wien/Brünn 1865
- Herzkönig. Roman. Wien 1865.
- Die wilde Jagd nach Gold und Glück oder die Opfer des Börsen Krachs. Original-Roman aus Wien's jüngster Vergangenheit. 2 Bände. München 1874.